# Camptoplax
Camptoplax is een geslacht van kreeftachtigen uit de klasse van de Malacostraca (hogere kreeftachtigen).

## Soort
- Camptoplax coppingeri Miers, 1884